# Président (arbre)

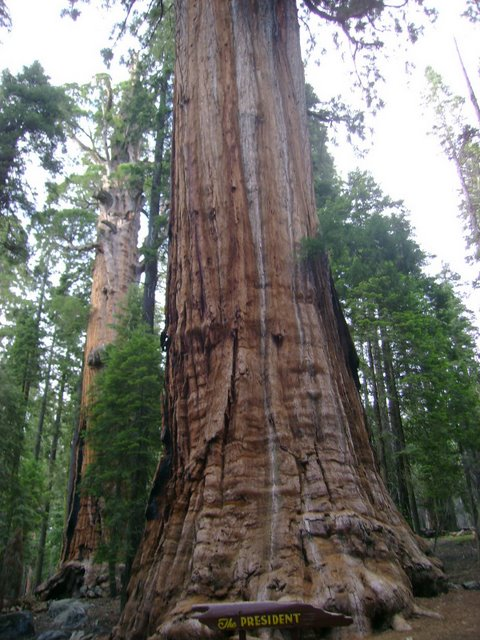
Le pied du Président en 2007.

Le Président (en anglais : President Tree) est un séquoia géant situé dans la Giant Forest du parc national de Sequoia, en Californie, dans le sud-ouest des États-Unis.
Avec 75 m de hauteur, il n'est pas le plus haut des séquoias. Il n'est pas non plus le plus volumineux: son volume total est estimé à 1 278 m3, ce qui le place en troisième position derrière le General Sherman et le General Grant. Il est toutefois connu comme le plus vieux des séquoias vivants: il serait âgé de 3 240 ans.
Le Président a reçu ce nom en 1923 en l'honneur du président Warren Harding.